# Герман Зольмс-Лаубаський
Герман Зольмс-Лаубаський (нім. Hermann zu Solms-Laubach, повне нім. Hermann Maximilian Carl Ludwig Friedrich Graf zu Solms-Laubach; 23 грудня 1842, Лаубах — 24 листопада 1915, Страсбург) — німецький ботанік.

## Біографія
Син графа Зольмс-Лаубаха Отто II та принцеси Відської Луітгарди.
Вважається що Герман навчався в Гіссені, Берліні, Фрібурзі й Женеві. У 1868 році він пройшов габілітацію в університеті Галле-Віттенберг.
У 1872 році він став ад'юнкт-професором в університеті Страсбурга; в 1879 році він був призначений професором і директором ботанічного саду в Геттінгені, а в 1888 році в Страсбурзі.
З жовтня 1883 по березень 1884 року перебував на Яві і залишився протягом 3 місяців у Бюйтензорзі (нині Богор), особливо в Ботанічному саду Західної Яви і зробив кілька колекцій з околиць Чібодасу. Він написав статтю про Богорський ботанічний сад, який він дуже любив.
Він був членом Ліннеївського товариства, Лондонського Королівського товариства, Географічного товариства; нагороджений золотою медаллю Ліннеївського товариства в 1911 році.

## Вшанування пам'яті
Рід Solmsia (Thymelaeaceae) та Solms-laubachia (Brassicaceae) були названі на його честь.
Також вид Absolmsia (родина Asclepiadaceae) названо на його честь.